# Edina (Missouri)
Pour les articles homonymes, voir Edina.
La ville d’Edina est le siège du comté de Knox, situé dans l’État du Missouri, aux États-Unis. Sa population s’élevait à 1 176 habitants lors du recensement de 2010, estimée à 1 112 habitants en 2016.